# Aulo Ducenio Gémino
Aulo Ducenio Gémino fue un senador romano activo en el siglo I. Gémino es más conocido por haber sido nombrado por Galba prefecto de la Ciudad de Roma durante el año de los cuatro emperadores.
Gémino tenía vínculos familiares con Patavium; cónsules de la gens Duilia que Ronald Syme identifica como nativos de dicha ciudad. Los otros dos son Cayo Ducenio Próculo, cónsul en 87, y Publio Ducenio Vero, cónsul en 96.

## Vida
La mayoría de la carrera de Gémino se conoce a través de una inscripción acéfala (aquella en la que el nombre del sujeto falta) recuperada en Epidauro en Grecia; Werner Eck ha argumentado que el sujeto de dicha inscripción es Gémino. El puesto más antiguo conocido es el de cuestor, asignado a la provincia de Creta y Cirenaica; el puesto de cuestor capacitó a Gémino para su posterior admisión al senado romano. El siguiente es la magistratura republicana tradicional de tribuno de la plebe, tras la cual hay una fragmento que falta en la inscripción. Se asume que fue un pretor, dado que Gémino accedió al puesto de cónsul sufecto.
La fecha estimada de su consulado varía según la fuente. Los expertos más antiguos coinciden con las conclusiones de Edmund Groag de que Gémino fue cónsul sufecto en 54 o 55. Sin embargo, Eck planteó posteriormente que es más probable que tuviera lugar en un nundinium en el año 60 o 61. Syme respalda los años 60 o 61, sobre ello construye la hipótesis de que puede que Gémino le debiera su nombramiento como cónsul a Vitelio, uno de los comites de Nerón, al igual que ocurrió con Tito Clodio Eprio Marcelo y Quinto Vibio Crispo. No obstante, cuanquiera de las dos fechas encajaría con su siguiente cargo conocido: en el año 62 fue nombrado Gémino por el emperador Nerón, junto a Lucio Calpurnio Pisón y Aulo Pompeyo Paulino, miembros de una comisión para gestionar los ingresos públicos. Según la inscripción de Epidauro, tras abandonar el consulado, Gémino llegó a ser miembro del quindecenviro, una de las cuatro escuelas sacerdotales más prestigiosas de la antigua Roma, y de los augustales. También fue nombrado gobernador de Dalmacia y le fue encomendado el mando de una expedición militar a Iliria; Syme fecha su gobernación antes del año 69.
Galba nombró a Gémino prefecto de la Ciudad en sustitución de Tito Flavio Sabino. Tácito menciona la presencia de Gémino cuando Galba anunció el 10 de enero de 69 que nombraba a Lucio Calpurnio Pisón su sucesor. Gwyn Morgan sospecha que la motivación de Galba era mantener a las cohortes urbanas bajo el control de un colaborador de confianza. Syme, por otra parte, sospecha la influencia de algún miembro del séquito de Galba. "Quizá amigos de Publio Clodio Trásea Peto que volvía ahora del exilio," escribe Syme. "O, dado el caso, tampoco habría que apresurarse a descartar al cónsul Silio Itálico, a pesar de sus recetientes y cuestionables actividades." Tras el asesinato de Galba y la ascensión de Otón al trono imperial, Gémino perdió su puesto y Flavio Sabino fue reinstaurado.
Gémino de alguna forma sobrevivió al caos de aquel año. Tanto la inscripción de Epidauro y como una segunda de Filadelfia atestiguan que fue gobernador  provincial de Asia. Mientras que otros investigadores que siguen la datación de Groag del consulado de Gémino fechan el ejercicio de la gobernación en 68/69, las investigaciones más recientes de Eck defienden la fecha de 73/74 para la gobernación de Asia. Por el momento se desconocen datos de su vida tras el cargo de gobernador; dado que rondaba la cinquentena cuando abandonó el cargo proconsular, puede que Gémino hubiera muerto poco después.